# Sterke man
Een sterke man is iemand die in een land de feitelijke, maar niet de wettelijke macht in handen heeft. Dit verschijnsel komt vaak voor in zogeheten bananenrepublieken. Sterke mannen regeren door middel van stromannen. Meestal zijn ze feitelijk dictatoren. 
Enkele bekende 'sterke mannen' zijn:
- Flavius Stilicho (Romeinse Rijk)
- Lodewijk Ernst van Brunswijk-Wolfenbüttel, beter bekend als "de dikke hertog" (Republiek der Zeven Verenigde Nederlanden, tijdens het bewind van stadhouder Willem V)
- Plutarco Elías Calles (Mexico), is aanvankelijk een paar jaar officieel president geweest
- Fulgencio Batista (Cuba), werd later officieel president
- Vladimir Poetin (Rusland), president, bepaalde ook tijdens zijn premierschap onder president Dmitri Medvedev het beleid
- Manuel Noriega (Panama)
- Moammar al-Qadhafi, leider van Libië.

De term wordt soms ook wel gebruikt voor een dictator die wel officieel leider is van een land. Ook wordt de term wel gebruikt voor minder dictatoriale leiders.

## Letterlijke betekenis
Onder een sterke man kan ook een fysiek sterke man worden verstaan. Zie:
- Sterkste Man van de Wereld
- Sterkste Man van Europa
- Sterkste Man van Nederland
- Sterkste Man van België